# Polaciones
Polaciones település Spanyolországban, Kantábria autonóm közösségben. Polaciones Pesaguero, Cabezón de Liébana, Rionansa, Tudanca, Hermandad de Campoo de Suso és La Pernía községekkel határos. Lakosainak száma 202 fő (2024).

## Népesség
A település népessége az elmúlt években az alábbi módon változott:
| Lakosok száma | 288  | 285  | 263  | 252  | 252  | 236  | 239  | 232  | 216  | 202  |
|               | 2001 | 2004 | 2007 | 2009 | 2012 | 2014 | 2017 | 2019 | 2022 | 2024 |